# 최아리
최아리(1989년 2월 22일~)는 대한민국 방송사 MBC의 기상캐스터로, MBC 보도국 기후환경팀 소속이다.

## 학력
- 한양대학교 무용학과(경기캠퍼스)
- 태릉중학교 졸업
- 태릉초등학교 졸업

## 경력
- KBS제주방송총국 기상캐스터 (2016년 5월 10일 ~ 2018년 6월 19일)
- MBC 기상캐스터 (2018년 6월 20일 ~ )

## 방송

### TV
- KBS
  - KBS 제주 뉴스광장 기상캐스터 (2016~2018)
  - KBS 제주 9시 뉴스 주말 날씨 리포트 진행 (2016~2018)

- MBC
  - MBC 뉴스데스크 평일(월요일~금요일) (2019~현재)
  - MBC뉴스데스크 주말 기상캐스터(2018)
  - MBC 뉴스투데이 기상캐스터 (2018~2019)
  - MBC 930, 정오 뉴스  기상캐스터 (2018~2020)
  - MBC 2시 뉴스 외전 기상캐스터 (2019~2020)
  - 5 MBC 뉴스 (2020~ 현재)
  - MBC 뉴스프리데스크 (2020~2021)

### 라디오
- 김신영의 정오의 희망곡 게스트(with 기상캐스터 김가영 출연) (2019년 1월 3일)

## 기타 경력
- 서울관광재단 웹교양 캐스터 VisitSeoul TV (2019 ~ 2020)